# Bulbophyllum hirudiniferum
Bulbophyllum hirudiniferum là một loài phong lan thuộc chi Bulbophyllum.